# Šinuj
Šinuj (hebrejsky: שינוי‎, doslova „Změna“) je izraelská sionistická, sekulární a antiklerikální liberální strana a hnutí podporující volný trh.

## Historie
Strana se dvakrát stala třetí největší stranou Knesetu (izraelského parlamentu), v obou případech však tomuto úspěchu následovalo rozdělení a zhroucení; ve volbách v roce 1977 získala 15 mandátů jako součást aliance Demokratické hnutí za změnu, avšak o rok později došlo k rozdělení aliance a Šinuj v následujících volbách získal pouhé dva mandáty. Ve volbách v roce 2003 strana (kandidující samostatně) získala 15 mandátů, ale o tři roky později o ně přišla, když většina jejich poslanců Šinuj opustili, aby založili novou stranu. Šinuj byla členem Liberální internacionály.
Ačkoliv byla strana tradičním nositelem liberální ekonomické politiky a sekulárních hodnot v Izraeli po třicet let, vytvoření Kadimy odebralo Šinuji jeho přirozené voliče a v lednu 2006 se strana rozpadla do několika malých frakcí, z nichž žádné se nepodařilo překonat 2% volební práh.

## Předsedové strany
- Amnon Rubinstein (1974–1996)
- Avraham Poraz (1996–1997)
- Tommy Lapid (1997–2006)
- Ron Levintal (od 2006)